# Jørgen Sonnergaard
Jørgen Sonnergaard, (født 27. april 1936, død 29. juni 2021) var en dansk redaktør, oversætter og forfatter.
Sonnergaard blev oprindeligt udlært som shippingmand hos A.P. Møller i 1958. Omkring 1960 blev han ansat hos tegneserieforlaget PIB, hvor han var chefredaktør 1963-1975. Her skrev han tekster til Rasmus Klump og mange andre danske tegneserier. I 1975-1982 var han chefredaktør hos Gutenberg Publishing Service med ansvar for nye Disney-udgivelser i Europa. I 1982-1988 havde han sit eget firma med arbejde for Egmont.
Jørgen Sonnergaard har oversat en lang række serier for Carlsen og Egmont, hvoraf oversættelserne fra 1960-1976 af Tintins oplevelser er de bedst kendte. Han har desuden skrevet en række spændingsromaner samt fiktion til Ugebladet Søndag.